# Santiago de Mora
Santiago de Mora es una pedanía española perteneciente al municipio de Tobarra, en la provincia de Albacete, dentro de la comunidad autónoma de Castilla-La Mancha. Tiene una población de 203 habitantes (INE 2023).
Sus habitantes se dedican fundamentalmente a la agricultura y la ganadería, destacando en la elaboración de vinos y aceites. Un cultivo típico de esta población es la rosa de la que proviene el azafrán, cuya cogida y monda sigue reuniendo a los vecinos en torno a grandes mesas donde se convive durante los 15 días de recolección de esta flor. No hace mucho tiempo también era popular en casi todas las casas, la matanza del cerdo, cuya finalidad no era otra que la de aprovisionarse durante todo el año de sus diversos embutidos y carnes, tradicionalmente conocido como "el mataero".
Cuenta con servicio de farmacia propio y Colegio Rural Agrupado. Campo de Futbol y pista Polideportiva.

## Situación
Santiago de Mora linda con Mora de Santa Quiteria, Cordovilla y Los Mardos. Se puede llegar al pueblo por diferentes accesos. Desde Albacete llegamos por la Autovía de Murcia.
Santiago de Mora está a 7 km de Albatana y a 12 km de Ontur. Hellín y Tobarra están a 9 km. Está también a 20 km del embalse de Talave (río Mundo).

## Monumentos
Iglesia parroquial dedicada a Santiago Apóstol. La Iglesia está situada en la plaza del pueblo y tiene una antigüedad de unos 100 años.

## Fiestas
Las fiestas se celebran el 25 y 26 de julio en honor a su Patrón (Santiago) y a su Patrona (Ana). Son muy populares en toda la comarca, durante las tardes se celebran diversas actividades, como lo son los juegos populares ..(Bolea, Carrera de Cintas, Partido de Futbol, Tirachinas....). Grandes noches de verbenas y espectacular desfile de carrozas para todas las edades.

## Evolución demográfica
| 2000 | 2001 | 2002 | 2003 | 2004 | 2005 | 2006 | 2007 | 2008 | 2009 | 2010 | 2014 | 2015 | 2016 | 2017 | 2018 | 2022 |
| 345  | 341  | 337  | 323  | 318  | 318  | 309  | 310  | 293  | 281  | 275  | 254  | 233  | 224  | 219  | 208  | 199  |

## Política Local
Durante la Guerra Civil (1937 y 1938) en Santiago de Mora hubo una colectividad agraria dirigida por el sindicato CNT.
Santiago de Mora está regido administrativamente por un alcalde-pedáneo, que es nombrado por decreto del Ayuntamiento de Tobarra a propuesta del partido político mayoritario en cada elección municipal.
| Partido político | 2011  | 2011 | 2011  | 2011 |
| Partido político | %     |      | Votos |      |
| PSOE             | 48,16 |      | 118   |      |
| PP               | 44,08 |      | 108   |      |
| PCdT             | 6,94  |      | 17    |      |
| UPyD             | 0,01  |      | 1     |      |